# Lineodes
Lineodes é um gênero de mariposa pertencente à família Crambidae.